# Lipothrix italica
Lipothrix italica is een springstaartensoort uit de familie van de Sminthuridae. De wetenschappelijke naam van de soort is voor het eerst geldig gepubliceerd in 1968 door Cassagnau.